# 36 Łużycki Pułk Zmechanizowany

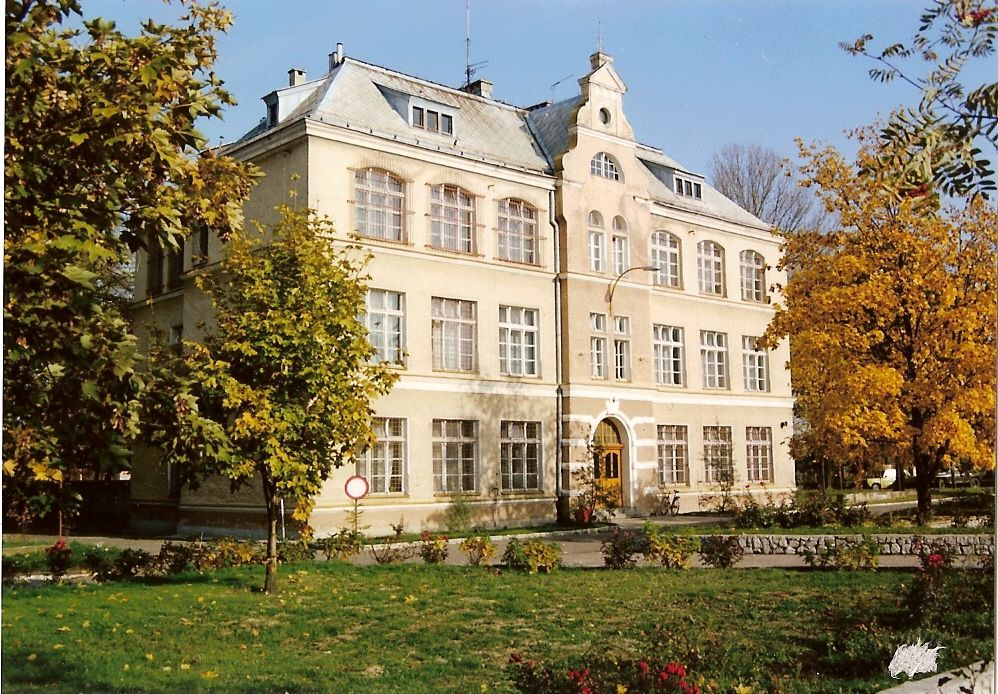
W tym budynku stacjonował sztab pułku

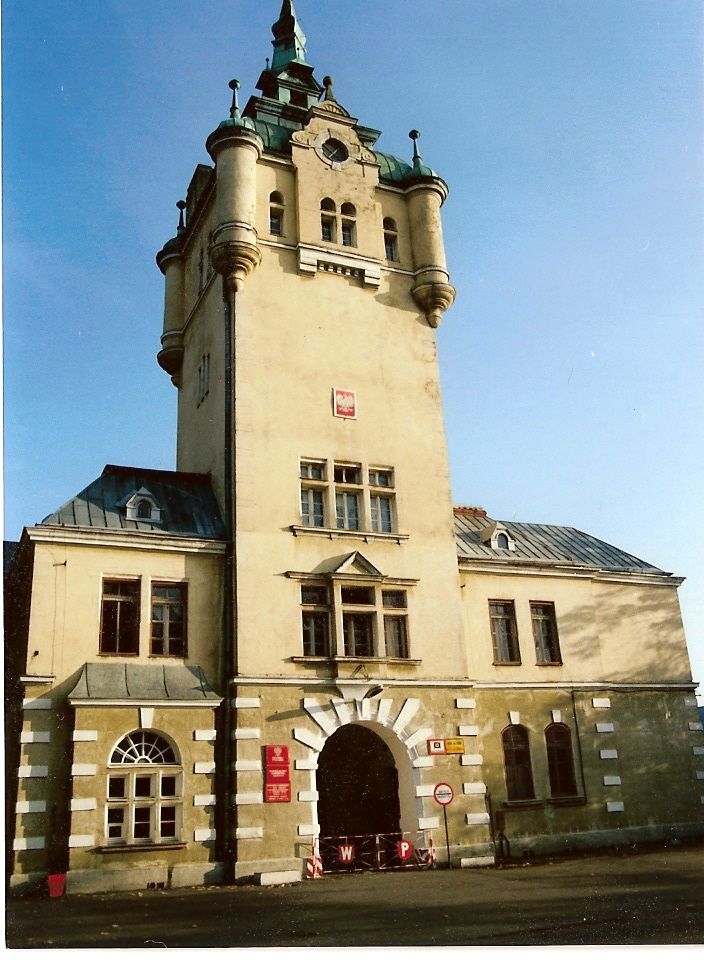
Brama wjazdowa do pułku

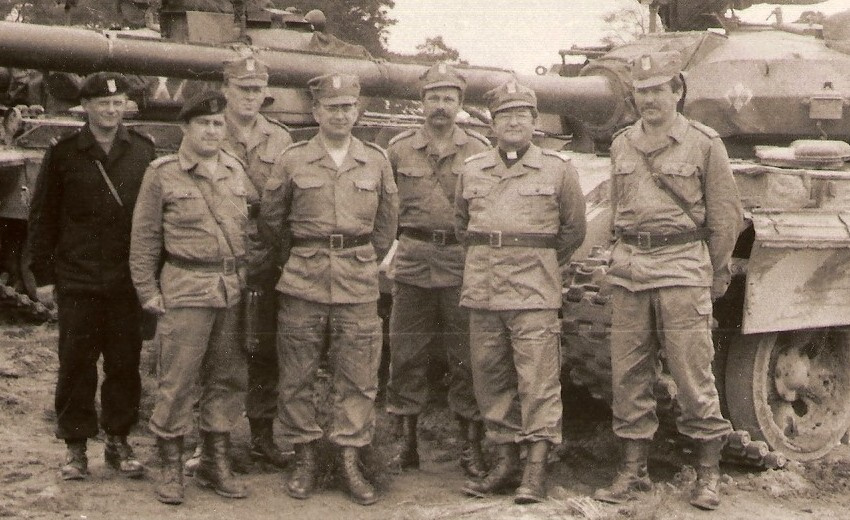
Żołnierze 36 pz w towarzystwie ks.bpa gen. Sławoja Głódzia

36 Łużycki Pułk Zmechanizowany – oddział zmechanizowany Sił Zbrojnych PRL.
Powstał  na podstawie rozkazu Nr 07/MON Ministra Obrony Narodowej z 4 maja 1967  w sprawie przekazania jednostkom wojskowym historycznych nazw i numerów oddziałów frontowych oraz ustanowienia dorocznych świąt jednostek (Dz. Rozk. Tjn. MON Nr 5, poz. 21) w wyniku przemianowania 39 Pułku Zmechanizowanego. 
Wchodził w skład 8 Drezdeńskiej Dywizji Zmechanizowanej.
Stacjonował w garnizonie Trzebiatów.

## Pułk w wydarzeniach grudniowych 1970 roku
W godzinach rannych 15 grudnia 1970 roku  wprowadzono w pułku stanu podwyższonej gotowości bojowej. O 13.00 wydano rozkaz przegrupowania jednostki w rejon Gdańska.
W nocy na 16 grudnia pułk otrzymał zadanie być w gotowości wejścia do działań i rozśrodkowac się w rejonie Gdańsk-Emaus. O 14.00 szef Sztabu Generalnego WP rozkazał dowódcy 8 DZ przegrupować 36 pułk zmechanizowany do rejonu Kamienny Potok i tam przekazać go dyspozycji dowódcy Marynarki Wojennej. 
Generał Chocha o  19.05 16 grudnia wydał  polecenie dowódcy Marynarki Wojennej by siłami 36 pz zorganizować ochronę najważniejszych instytucji i obiektów na terenie Gdyni.  W godzinach nocnych 36 pz zorganizował ochronę:
- Stoczni Remontowej – siłami 2 batalionu piechoty zmotoryzowanej
- Miejskiej Rady Narodowej – siłami 9 kompanii piechoty zmotoryzowanej wzmocnionej czołgami
- poczty przy ul. Harcerskiej – siłami 3 kompanii wsparcia i baterii przeciwpancernych pocisków kierowanych
- KM PZPR, Banku i Poczty – siłami 1 kompanii piechoty zmotoryzowanej wzmocnionej czołgami
- 7 kompania piechoty zmotoryzowanej z kompanią saperów  otrzymała zadanie ześrodkowania się w pobliżu Pogotowia Ratunkowego w gotowości do działania.

Pozostałe  pododdziały 36  pz  rozmieszczono  w  rejonie  Skwer Kościuszki jako odwód.
Na żądanie przewodniczącego WRN Tadeusza Bejma 7 kpz z plutonem czołgów przegrupowano ostatecznie z rejonu Pogotowia Ratunkowego i użyto do blokowania skrzyżowania ulic Marchlewskiego, Czechosłowackiej i Polskiej w okolicach przejścia pod wiaduktem.
17 grudnia na terenie Gdyni burzliwe zajścia miały miejsce w rejonach: Stoczni Remontowej, Komitetu Miejskiego PZPR, Pogotowia Ratunkowego, Miejskiej Rady Narodowej i CPN, ochranianych przez pododdziały MW i 36 pz. Mimo groźnej sytuacji, jaka wytworzyła się w tych rejonach miasta, oraz żądań wiceministra spraw wewnętrznych gen. Szlachcica, żołnierze nie użyli broni przeciw demonstrantom, W rozładowaniu dramatycznej sytuacji pomogły w dużym stopniu urządzenia akustyczne  przez które dowódcy grup nawoływali manifestantów do niepodchodzenia do ochranianych przez wojsko obiektów.
21 grudnia dowódca POW gen. Kamiński wydał rozkaz całkowitego wyprowadzenia wojska i Trójmiasta. Zgodnie z planem 24 grudnia 1970 roku do 4.00 wszystkie jednostki biorące udział w akcji na terenie Trójmiasta powróciły do swoich koszar.

## Żołnierze pułku
Dowódcy pułku
- ppłk Jerzy Gierlicz (do roku 1986)
- ppłk dypl. Robert Jabłoński (do 1991)
- ppłk dypl. Piotr Czerwiński

## Skład  (lata 80. XX w)
- Dowództwo i  sztab
  - 3 x bataliony zmechanizowane
    - 3 x kompanie zmechanizowane
    - kompania wsparcia
    - pluton plot
    - pluton łączności

  - batalion czołgów
    - 3 kompanie czołgów
    - pluton łączności

  - kompania rozpoznawcza
  - bateria haubic 122mm
  - bateria ppanc
  - kompania saperów
  - bateria plot
  - kompania łączności
  - kompania zaopatrzenia
  - kompania remontowa
  - kompania medyczna
  - pluton chemiczny
  - pluton ochrony i regulacji ruchu

## Przeformowanie
W 1990 roku przeformowany na pułk zunifikowany przyjął nazwę 36 Pułku Zmechanizowanego Legii Akademickiej.
W 1994 przekształcony w 3 Brygadę Pancerną. Następnie zmieniono numer brygady na 36, by w końcu przekształcić ją w jednostkę zmechanizowaną o nazwie 36 Brygada Zmechanizowana im. Legii Akademickiej

## Przekształcenia
39 pułk piechoty → 39 zmotoryzowany pułk piechoty → 39 pułk zmechanizowany → 36 Łużycki pułk zmechanizowany →  36 pułk zmechanizowany Legii Akademickiej → 3 Brygada Pancerna → 36 Brygada Pancerna → 36 Brygada Zmechanizowana → 3 batalion zmechanizowany Legii Akademickiej